# 周辉 (1970年)
周辉（1970年11月—），男，湖南长沙人，中华人民共和国政治人物。曾任中国共产党宁乡县委员会书记、宁乡经济技术开发区党工委书记。

## 生平
1970年11月，周辉出生在湖南省长沙市。
1989年8月，周辉在望城县红旗氮肥厂工作，直至1992年2月。之后，调入望城县科协、县委办驻莲花镇军营村社教工作队成为一名队员，短暂工作了9个月。1992年11月，周辉成了望城县委办公室的一名秘书。1995年7月加入中国共产党。1997年5月升任秘书组组长，政研室副主任，县委办副主任。2000年9月调任望城县委政研室主任。
2002年11月，周辉调往长沙市，长沙市委政策研究室信息处处长，2004年9月出任综合处处长，2006年7月兼任副县级研究员。2007年9月调任长沙市委办公厅副主任，次年7月出任长沙市委副秘书长。2009年8月升任长沙市委政策研究室主任。
2012年8月，周辉调到宁乡县，出任宁乡县委副书记、政府副县长，同年11月升任县长。2016年7月升任宁乡县委书记，12月兼任宁乡经济技术开发区党工委书记。2020年9月卸任。

## 失责处分
2017年7月，宁乡县遭遇特大洪灾导致房屋倒塌和严重损毁14000余间，累计核实因灾死亡、意外落水溺亡、失联人员共44人，8月14日，湖南省纪委、省委组织部相关领导带队前往宁乡参加县委常委扩大会议，并且通报宁乡防汛救灾责任追究情况，一共追究共涉及15人，其中，给予益阳市委副书记（原宁乡县委书记）黎石秋党内警告处分；给予浏阳市委书记（原任宁乡县委书记、县长）黎春秋诫勉谈话；给予长沙市委常委、统战部长（原任宁乡县委书记）谭小平诫勉谈话；给予宁乡县委书记、宁乡经开区党工委书记周辉党内严重警告处分。